# 金花乡 (荣县)
金花乡，是中华人民共和国四川省自贡市荣县曾经下辖的一个乡。2019年9月撤销，其所属行政区域划归东佳镇管辖。

## 行政区划
金花乡撤销前下辖以下地区：
金花殿社区、中间房村、大天井村、五皇殿村、姜柏嘴村和大坪山村。